# NGC 7317
NGC 7317 é uma galáxia elíptica (E4) localizada na da constelação de Pegasus. É parte do Quinteto de Stephan.
Foi descoberta em 23 de setembro de 1876 por Édouard Jean-Marie Stephan.